# قرار مجلس الأمن التابع للأمم المتحدة رقم 282
قرار مجلس الأمن التابع للأمم المتحدة رقم 282، المعتمد في 23 يوليو 1970، والمتعلق بانتهاكات حظر الأسلحة المفروض على جنوب أفريقيا في القرار 191، وأكد المجلس معارضته التامة لسياسات الفصل العنصري وأكد من جديد قراراته السابقة حول هذا الموضوع. ودعا المجلس الدول إلى تعزيز حظر الأسلحة من خلال التوقف عن توفير التدريب العسكري لأفراد القوات المسلحة في جنوب أفريقيا واتخاذ الإجراءات المناسبة لإضفاء الفعالية على تدابير القرار.

## روابط خارجية
- نص القرار في undocs.org